# Nova Granada (São Paulo)
Nova Granada is een gemeente in de Braziliaanse deelstaat São Paulo. De gemeente telt 18 683 inwoners (schatting 2009).

## Aangrenzende gemeenten
De gemeente grenst aan Altair, Icém, Ipiguá, Mirassolândia, Onda Verde, Orindiúva en Palestina.